# خورش مسمای مرغ
خورش مسمای مرغ یکی از انواع خورش است که از ران و سینهٔ مرغ سرخ کرده، پیاز داغ، روغن، لپه، رب گوجه فرنگی، شکر، زعفران سائیده شده، آلو بخارا و نمک‌و‌فلفل سیاه تهیه می‌شود.